# Roma Ostiense
Roma Ostiense (wł: Stazione di Roma Ostiense) – jeden z głównych dworców kolejowych w Rzymie. Znajduje się na Porta San Paolo w dzielnicy Ostiense. W pobliżu znajduje się stacja kolejki do Lido Roma Porta San Paolo oraz stacji metra Piramide. Jest zarządzana przez Centostazioni.
Dzienne obsługuje około 390 pociągów, a rocznie z usług stacji korzysta około 5,8 mln pasażerów.